# Schweizerischer Verband der Strassen- und Verkehrsfachleute
Der Schweizerische Verband der Strassen- und Verkehrsfachleute (kurz VSS, aus Verein Schweizer Strassenfachmänner) ist eine Vereinigung von Fachleuten aus dem Bereich Strassenplanung, Strassenbau und Strassenbetrieb. Nach eigenen Angaben versteht sich der Verband als Plattform für Fachleute von Firmen und Institutionen und fördert den Gedankenaustausch sowie die Weiterentwicklung von Wissen auf dem Gebiet des Strassenbaus.
Das Ziel war von Anfang an der Bau zweckmässiger und standardisierter Verkehrsinfrastrukturen. Zu den Hauptaufgaben der Vereinigung zählt die Bearbeitung des schweizerischen Normenwerks, welches den Stand der Technik im Strassenbau markiert. Neue Forschungsergebnisse werden regelmässig veröffentlicht und im Rahmen von Schulungen an Interessierte vermittelt. Das offizielle Organ des Verbandes ist die Zeitschrift «Strasse + Verkehr», die 10 Mal im Jahr erscheint. Heute ist der VSS ein Zusammenschluss von über 2000 Fachleuten, Firmen und Institutionen des privaten und des öffentlichen Sektors, die sich mit der Planung, der Projektierung, dem Bau, dem Betrieb, dem Unterhalt, der Nutzung und dem Rückbau von Verkehrsanlagen befassen. Der Verband steht als Plattform allen Fachleuten des Individual- und des öffentlichen Verkehrs offen. Der VSS fördert ein nachhaltiges und sicheres Verkehrswesen. Er legt dabei grossen Wert auf Infrastrukturanlagen, die den gesellschaftlichen Bedürfnissen in technischer, ökonomischer, ökologischer und sozialer Hinsicht optimal entsprechen.

## Leistungen
Der VSS setzt sich für den Austausch von Erfahrung und Wissen unter Verkehrsfachleuten ein. Dies geschieht primär durch die Arbeit in den Kommissionen.
- Der VSS initiiert, begleitet und betreut Forschungsprojekte.
- Der VSS fördert und bearbeitet das Schweizer Normenwerk im Verkehrswesen in Abstimmung mit der europäischen Normung. Das Werk wird laufend dem Stand der Technik angepasst. Der VSS sorgt für dessen Zugänglichkeit und Verbreitung.
- Der VSS bietet zertifizierte Weiterbildungen an und veranstaltet Tagungen, Workshops und Kongresse.
- Der VSS publiziert neueste Entwicklungen, Forschungsresultate und aktuelle Brancheninformationen und macht diese allen Interessierten zugänglich.
- Der VSS wirkt als Fachinstanz an der politischen Meinungsbildung im Bereich Strasse und Verkehr. Zur Erfüllung seiner Aufgaben pflegt der VSS intensive Kontakte zu Bund und Kantonen sowie zu nationalen und internationalen Organisationen mit gleichen oder ähnlich gelagerten Zielsetzungen.

## Organisation
Der VSS ist gesamtschweizerisch tätig als unabhängige, eigenständige Organisation mit der Rechtsform eines Vereins. Er stützt sich auf das Prinzip des Milizsystems und ist demokratisch organisiert.
Der VSS basiert auf rund 110 Koordinationsgremien, Fach- und Expertenkommissionen sowie Arbeitsgruppen. Er setzt diese Gremien nach fachtechnischen, geographischen und sprachlichen Kriterien ausgewogen zusammen.
Der Vorstand führt den Verein und vertritt die Interessen des VSS gegen aussen. Der Beirat berät den Vorstand als Konsultativorgan. Die Geschäftsstelle koordiniert und unterstützt die Verbandsarbeit.
Die Arbeit im VSS basiert auf dem Grundsatz der Ehrenamtlichkeit. Eine teilweise Entschädigung der Mitarbeit im Verband erfolgt über den gesamten Verband nach einheitlichen Prinzipien und im Rahmen der wirtschaftlichen Möglichkeiten.